# Charles Lane
Charles Lane (nacido Charles Gerstle Levison; San Francisco, California; 26 de enero de 1905 - Santa Mónica, California; 9 de julio de 2007) fue un actor estadounidense.
Durante su carrera como actor participó en numerosas películas y programas de televisión.
Charles apareció en la mayoría de las películas de Frank Capra, incluyendo Caballero sin espada, Arsenic and Old Lace y ¡Qué bello es vivir!

## Carrera
Lane trabajó inicialmente como corredor de seguros antes de comenzar su carrera de actor en el teatro de Pasadena. 
El actor y director Irving Pichel fue el primero en sugerirle que comenzara a actuar en 1929, cuatro años más tarde Lane fue miembro fundador del Screen Actors Guild. Lane se convirtió en un favorito del director Frank Capra, quien le dio trabajo en varias películas; en It's a Wonderful Life, Lane hizo el papel de un recolector de alquileres que trabajaba para el miserable Henry Potter (Lionel Barrymore), que intentaba explicarle a su empleador que muchos de sus inquilinos se estaban yendo, favorecidos por los bajos costos de las hipotecas ofrecidas por George Bailey, el protagonista de la película.
Entre los muchos papeles que desempeñó como actor de carácter, quizás Lane sea más recordado por su representación de J. Homer Bedloe en la comedia televisiva Petticoat Junction. Bedloe era un directivo de ferrocarril de espíritu cobarde que visitaba el Hotel Sombrío en forma periódica, intentando encontrar una justificación para terminar el servicio de tren de  Hooterville, sin tener nunca éxito.
También se lo recuerda por sus apariciones en I Love Lucy, en particular el episodio "Lucy va al Hospital", en la que se encuentra en la sala de espera con Ricky mientras Lucy da a luz a su hijo. Lane también desempeñó el papel principal del episodio "El Director comercial". 
Lane se casó con Ruth Covell en 1931, ellos permanecieron juntos hasta la muerte de Ruth en 2002. 
En su carrera profesional, Lane trabajó en más de 150 películas y cientos de programas de televisión. 
Su última actuación la realizó a la edad de 101 años en 2006 en la película  The Night Before Christmas. Su última actuación para televisión fue en 1995 a la edad de 90 años, cuando apareció en el telefilm de Disney The Computer Wore Tennis Shoes, un remake de la película homónima de 1969. 
En 2005, los Premios TV Land rindieron homenaje a Lane celebrando su 100 cumpleaños. En 2007, Charles cumplió 102 años de edad y falleció en julio de ese mismo año.

## Filmografía

### 1990
- The Computer Wore Tennis Shoes (1995)
- Acting On Impulse (1993)

### 1980
- War and Remembrance (miniserie, 1988)
- Date with an Angel (1987)
- Vanishing America (1986)
- When the Bough Breaks (1986)
- El romance de Murphy (Murphy's Romance) (1985)
- Sunset Limousine (1983)
- Strange Invaders (1983)
- The Winds of War (miniserie, 1983)
- Strange Behavior (1981)
- The Return of the Beverly Hillbillies (1981)
- The Little Dragons (1980)

### 1970
- Movie Movie (1978)
- Sybil (1976)
- Karen - Serie de televisión (1975)
- Get to Know Your Rabbit (1972)
- The Great Man's Whiskers (1972)
- Hitched (1971)
- The Aristocats (1970) (voz)

### 1960
- The Beverly Hillbillies (1963/1969/1971)
- My Dog, the Thief (1969)
- Did You Hear the One About the Traveling Saleslady? (1968)
- What's So Bad About Feeling Good? (1968)
- The Gnome-Mobile (1967)
- Eight on the Lam (1967) (no acreditado)
- The Pruitts of Southampton (1966) Serie de televisión
- The Ghost and Mr. Chicken (1966)
- The Ugly Dachshund (1966)
- Billie (1965)
- John Goldfarb, Please Come Home (1965)
- Get Smart (1965), Tío Abner
- Looking for Love (1964)
- Good Neighbor Sam (1964)
- The New Interns (1964)
- The Carpetbaggers (1964)
- Petticoat Junction (1963) Serie de televisión (1963-1968)
- The Wheeler Dealers (1963) (no acreditado)
- It's a Mad Mad Mad Mad World (1963)
- Papa's Delicate Condition (1963)
- The Music Man (1962)

### 1950
- But Not for Me (1959)
- The 30 Foot Bride of Candy Rock (1959)
- The Mating Game (1959)
- Teacher's Pet (1958)
- The Real McCoys (1957) Serie de televisión
- God Is My Partner (1957)
- Top Secret Affair (1957)
- The Birds and the Bees (1956)
- Dear Phoebe (1954) Serie de televisión
- Francis Joins the WACS (1954)
- The Affairs of Dobie Gillis (1953)
- Remains to Be Seen (1953)
- The Juggler (1953)
- Three for Bedroom C (1952)
- The Sniper (1952)
- Here Comes the Groom (1951)
- Criminal Lawyer (1951)
- I Can Get It for You Wholesale (1951)
- For Heavens Sake (1950)
- The Du Pont Story (1950)
- The Second Face (1950)
- Love That Brute (1950)
- Riding High (1950)
- The Yellow Cab Man (1950)
- Borderline (1950)
- Backfire (1950)

### 1940
- Miss Grant Takes Richmond (1949)
- The House Across the Street (1949)
- Mighty Joe Young (1949)
- You're My Everything (1949)
- Mother is a Freshman (1949)
- Apartment for Peggy (1948)
- Moonrise (1948)
- Out of the Storm (1948)
- The Gentlemen From Nowhere (1948)
- Race Street (1948) (no acreditado)
- Smart Woman (1948) (no acreditado)
- State of the Union (1948)
- Call Northside 777 (1948)
- Intrigue (1947)
- Roses Are Red (1947)
- Louisiana (1947)
- Bury Me Dead (1947)
- Living in a Big Way (1947)
- It Happened on 5th Avenue (1947)
- The Farmer's Daughter (1947)
- The Show Off (1946)
- It's a Wonderful Life (1946)
- Swell Guy (1946)
- The Invisible Informer (1946)
- Mysterious Intruder (1946)
- Just Before Dawn (1946)
- A Close Call for Boston Blackie (1946)
- Arsenic and Old Lace (1944)
- Mission to Moscow (1943)
- Flying Tigers (1942)
- Pardon My Sarong (1942)
- Friendly Enemies (1942)
- Lady in a Jam (1942)
- Thru Different Eyes (1942)
- Are Husbands Necessary? (1942)
- They All Kissed The Bride (1942)
- Tarzan's New York Adventure (1942)
- The Mad Martindales (1942)
- Broadway (1942)
- Home in Wyomin (1942)
- The Great Man's Lady (1942)
- About Face (1942)
- Yokel Boy (1942)
- The Adventures of Martin Eden (1942)
- What's Cookin'? (1942)
- Born to Sing (1942)
- The Lady Is Willing (1942)
- Ride 'Em Cowboy (1942)
- Obliging Young Lady (1942)
- A Close Call for Ellery Queen (1942)
- A Gentleman at Heart (1942)
- Ball of Fire (1941)
- Look Who's Laughing (1941)
- I Wake Up Screaming (1941)
- Appointment for Love (1941)
- Birth of Blues (1941)
- New York Town (1941)
- Three Girls About Town (1941)
- Buy Me That Town (1941)
- Sing Another Chorus (1941)
- Ellery Queen and the Perfect Crime (1941)
- Sealed Lips (1941)
- The Big Store (1941)
- Blondie in Society (1941)
- Sis Hopkins (1941)
- Barnacle Bill (1941)
- Repent at Leisure (1941)
- Ellery Queen's Penthouse Mystery (1941)
- Footlight Fever (1941)
- The Big Store (1941)
- You're the One (1941)
- Back Street (1941)
- The Invisible Woman (1940)
- The Texas Ranger Rides Again (1940)
- Ellery Queen, Master Detective (1940)
- Dancing on a Dime (1940)
- Blondie Plays Cupid (1940)
- A Little Bit of Heaven (1940)
- City For Conquest (1940)
- The Leather Pushers (1940)
- The Great Profile (1940)
- Rhythm on the River (1940)
- We Who Are Young (1940)
- Queen of the Mob (1940)
- The Doctor Takes a Wife (1940)
- I Can't Give Anything But Love, Baby (1940)
- You Can't Fool Your Wife (1940)
- On Your Own (1940)
- Edison, the Man (1940)
- The Crooked Road (1940)
- Buck Benny Rides Again (1940)
- Johnny Apollo (1940)
- Primrose Path (1940)
- It's a Date (1940)

### 1930
- Charlie McCarthy, Detective (1939)
- The Honeymoon's Over (1939)
- The Cat and the Canary (1939)
- Beware Spooks (1939)
- Television Spy (1939)
- Mr. Smith Goes to Washington (1939)
- Thunder Afloat (1939)
- Honeymoon in Bali (1939)
- Golden Boy (1939)
- 5th Avenue Girl (1939)
- Miracles for Sale (1939)
- They All Come Out (1939)
- News Is Made at Night (1939)
- Second Fiddle (1939) (voz)
- Unexpected Father (1939)
- Rose of Washington Square (1939)
- Lucky Night (1939)
- Inside Story (1939)
- Let Us Live! (1939)
- Boy Slaves (1939)
- Kentucky (1938)
- Thanks for Everything (1938)
- Blondie (1938)
- Always in Trouble (1938)
- Three Loves Have Nancy (1938)
- You Can't Take it With You (1938)
- Professor Beware (1938)
- The Rage of Paris (1938)
- Cocoanut Grove (1938)
- Joy of Living (1938)
- City Girl (1938)
- Ali Baba Goes to Town (1937)
- Partners in Crime (1937)
- Danger-Love at Work (1937)
- Hot Water (1937)
- Trapped by G-Men (1937)
- Fit for a King (1937)
- Bad Guy (1937)
- One Mile from Heaven (1937)
- Born Reckless (1937)
- Venus Makes Trouble (1937)
- Internes Can't Take Money (1937)
- Sea Devils (1937)
- We're on the Jury (1937)
- Criminal Lawyer (1937)
- In Old Chicago (1937)
- Three Men on a House (1936)
- Come Closer, Folks (1936)
- Easy to Take (1936)
- Lady Luck (1936)
- Two-Fisted Gentleman (1936)
- 36 Hours to Kill (1936)
- The Bride Walks Out (1936)
- The Crime of Dr. Forbes (1936)
- Ticket to Paradise (1936)
- Neighborhood House (1936)
- Mr. Deeds Goes to Town (1936)
- It Had Happened (1936)
- The Milky Way (1936)
- Two for Tonight (1935)
- Here Comes the Band (1935)
- Woman Wanted (1935)
- Ginger (1935)
- Princess O'Hara (1935)
- One More Spring (1935)
- The Band Plays On (1934)
- A Wicked Woman (1934)
- Broadway Bill (1934)
- I'll Fix It (1934)
- Let's Talk It Over (1934)
- Twentieth Century (1934)
- Twenty Million Sweethearts (1934)
- Looking for Trouble (1934)
- The Show Off (1934)
- Mr. Skitch (1933)
- Advice to the Lovelorn (1933)
- Broadway Through a Keyhole (1933)
- The Bowery (1933)
- My Woman (1933)
- She Had to Say Yes (1933)
- Private Detective 62 (1933)
- Gold Diggers of 1933 (1933)
- Central Airport (1933)
- Blondie Johnson (1933)
- Grand Slam (1933)
- 42nd Street (1933)
- Employees' Entrance (1933)
- Blessed Event (1932)
- The Mouthpiece (1932)
- Manhattan Parade (1932)
- Union Depot (1932)
- Blonde Crazy (1931)
- The Road to Singapore (1931)
- Smart Money (1931)

## Premios y distinciones
Festival Internacional de Cine de San Sebastián
| Año  | Categoría          | Película              | Resultado |
| ---- | ------------------ | --------------------- | --------- |
| 1989 | Premio Don Quijote | Historias de la acera | Ganador   |